# Osmar & Osmailson
Osmar & Osmailson é uma dupla sertaneja brasileira formada pelos irmãos Antônio José Lima Goveia (18 de maio de 1972) e João Lima Goveia (11 de maio de 1974). O primeiro CD da dupla foi gravado em 2001 e as músicas "24 horas de amor" e "no banco do carro" marcou sucesso em quase todo Nordeste brasileiro. Foi a primeira dupla a introduzir o ritmo Forronejo no cenário nacional da música, em 2001, mesmo que poucos tenham conhecimento a respeito. Este ritmo passou a ser bastante difundido no Brasil somente a partir de 2015. A dupla fez carreira solo, de 2013 até 2020, Osmar com o nome de "Osmar Morais" e Osmailson com o nome "Osmailson Lima". Em 2020, a dupla retornou a parceria, mas mantendo em paralelo a carreira solo.

## História e carreira artística
Nascidos no sertão brasileiro, no estado de Sergipe, nas proximidades de Porto da Folha e Poço Redondo, os irmãos Antonio José e João Lima, além de enfrentarem as dificuldades dos rebentos sertanejos despontaram na música, onde mais tarde, passaram a levar o nome, respectivamente, de dupla sertaneja Osmar & Osmailson.
Desde cedo eles trabalharam na roça por necessidade de sobrevivência, assim como na lavoura do milho, feijão e outras culturas associadas.
Quando completaram os seus dez anos de idade o pai presenteou-os com uma radiola, e nesse aparelho musical veio um disco de toada. Como eles já tinham habilidades em instrumentos musicais não encontraram dificuldades em soltar os primeiros duetos em toadas, fato que despertou a atenção da vizinhança e também de donos de circos e touradas que apareciam na região. Estes passaram a convidá-los a se apresentarem nas arenas e picadeiros. Devido a distancia em que se localizavam tais lugares, eles andavam quilômetro a pé ou até mesmo a jumento para realizarem as suas apresentações.
O pior na vida da dupla veio a acontecer quando os seus pais se separaram matrimonialmente. No entanto, o que mais marcou suas vidas foi ver sua mãe "Maria dos Santos", ao ralar a única espiga de milho que dispunha. Momento pelo qual decidiram investir na musica, visto que, as apresentações em troca de merrecas, quase nem dava para suprir suas necessidades.
Em 1993, com um violão emprestado de sua prima "Amélia", a dupla decide mudar de ritmo para moda sertaneja, pois até então cantavam toadas e vaquejada. Tal mudança acontece por se inspirarem nas duplas Chitãozinho e Xororó e Zezé de Camargo e Luciano.
Devido às suas participações na rádio Fm Xingó, de Canindé de São Francisco-SE, passaram a ser conhecidos em vários municípios da região. Foi ainda nesse momento que o nome da dupla passou a existir "Osmar e Osmailson.
O ano de 1999 foi marcado pela primeira turnê da dupla realizada na cidade de salvador, pois essa ida a capital baiana durou cinco anos, realizando shows.
O primeiro CD da dupla foi gravado em 2001 e teve intitulação "24 horas de amor". Foi após o lançamento deste CD que a dupla conseguiu destaque na mídia baiana, sergipana e alagoana, o que resultou um total de até dois shows por noite, aos finais de semanas.
Em 2001 através da musica "no banco do carro" a dupla foi premiada com medalha de ouro "qualidade do Brasil". Atualmente Osmar e Osmailson tem 06 (seis) CDs e 01 (um) DVD gravado, conhecidos no nordeste através da imprensa escrita, falada e televisiva.
No auge, a dupla chegou a gravar música com a dupla Marcelinho de Lima & Camargo (na época, ex-Cleiton e Camargo). A dupla já participou de diversos programas de rádios e TV, a exemplo, do programa de Eliana Camargo; Canal elétrico (TV Atalaia); TV Sergipe; programas: Amigão, Paulo Oliveira, Ceará caboclo (TV Diário) etc.

## Discografia[2][13][11]

### CDs
| Ano       | Título                                                                  | Vendas    | Vendas Certificadas |
| --------- | ----------------------------------------------------------------------- | --------- | ------------------- |
| 2000/2001 | Osmar & Osmailson Vol. 1 – 24 Horas de Amor                             | 20000     | 7000                |
| 2002      | Osmar & Osmailson – Na Estrada (Ao Vivo em Campo do Brito/Itabaiana-SE) | sem dados | sem dados           |
| 2003/2004 | Osmar & Osmailson Vol. 2 – Escuta-me                                    | Sem dados | 2000                |
| 2005/2006 | Osmar & Osmailson Vol. 3 – O Melhor do Forronejo (Ao Vivo)              | sem dados | sem dados           |
| 2006      | Osmar & Osmailson Vol. 4- O Forrónejo (Áudio do DVD)                    | Sem dados | Sem dados           |
| 2010      | Osmar & Osmailson Vol. 5 – Coração Flechado                             | Sem dados | Sem dados           |
| 2012      | Osmar & Osmailson vol. 6 – Mulher e Balada                              | Sem dados | Sem dados           |

### Singles
| Ano  | Título                                                                   | Vendas    | Vendas Certificadas |
| ---- | ------------------------------------------------------------------------ | --------- | ------------------- |
| 2010 | Osmar & Osmailson - Nosso Amor Já Era (Com Marcelinho de Lima & Camargo) | sem dados | sem dados           |

### DVDs
| Ano  | Título                               | Vendas    | Vendas Certificadas |
| ---- | ------------------------------------ | --------- | ------------------- |
| 2006 | Osmar & Osmailson Vol.1- O Forrónejo | sem dados | sem dados           |

### Vídeos Clips
| Ano  | Título                               | Vendas    | Vendas Certificadas |
| ---- | ------------------------------------ | --------- | ------------------- |
| 2004 | Osmar & Osmailson - Coração Flechado | sem dados | sem dados           |
| 2011 | Osmar & Osmailson - Mulher e Balada  | sem dados | sem dados           |